# Meridioclita capensis
Meridioclita capensis är en skalbaggsart som beskrevs av Jan Krikken 1982. Meridioclita capensis ingår i släktet Meridioclita och familjen Cetoniidae. Inga underarter finns listade i Catalogue of Life.